# Logrosa
Logrosa (llamada oficialmente Santa Baia de Logrosa) es una parroquia y un lugar español del municipio de Negreira, en la provincia de La Coruña, Galicia.

## Entidades de población
Entidades de población que forman parte de la parroquia:
- Abeanca (A Abeanca)
- Barca (A Barca)
- Chancela (A Chancela)
- Fontán
- Logrosa
- A Areeira
- Borreiros

## Demografía

### Parroquia
| Gráfica de evolución demográfica de Logrosa (parroquia) entre 2000 y 2018 |
|                                                                           |
| Datos según el nomenclátor publicado por el INE.                          |

### Lugar
| Gráfica de evolución demográfica de Logrosa (lugar) entre 2000 y 2018 |
|                                                                       |
| Datos según el nomenclátor publicado por el INE.                      |